# تاکینگ هدز
تاکینگ هدز(به انگلیسی: Talking Heads)نام یک گروه موسیقی موج نو آمریکایی است که در سال ۱۹۷۴ در شهر نیویورک پایه‌گذاری شد و تا سال ۱۹۹۱ به فعالیت می‌پرداخت. سبک موج نوی گروه ترکیبی بود از مولفه‌های پانک، آرت راک، آوانت گارد، پاپ، فانک، موسیقی ملل و امریکانا. چهار آلبوم از تاکینگ هدز در لیست پانصد آلبوم برتر تمام اعصار مجله رولینگ استون ظاهر شده‌اند و در لیست صد هنرمند برتر همین مجله تاکینگ هدز در رده صدم قرار دارد. همچنین سه ترانه از گروه («قاتل روانی»، «زندگی در زمان جنگ» و «یک‌بار در طول زندگی») به فهرست «۵۰۰ ترانه‌ای که راک اند رول را شکل دادند» از تالار مشاهیر راک اند رول راه یافته‌اند.
در سال ۲۰۰۲ نام گروه وارد تالار مشاهیر راک اند رول شد.

## آلبوم‌شناسی
- Talking Heads: 77 (۱۹۷۷)
- More Songs About Buildings and Food (۱۹۷۸)
- Fear of Music (۱۹۷۹)
- Remain in Light (۱۹۸۰)
- Speaking in Tongues (۱۹۸۳)
- Little Creatures (۱۹۸۵)
- True Stories (۱۹۸۶)
- Naked (۱۹۸۸)